# CMT Music
CMT Music (anteriormente CMT Pure Country) es un canal de televisión por suscripción estadounidense y la red hermana de CMT. En CMT Music se muestran las 24 horas (casi sin excepción) 100% de videos country. La música country que se emite es música de 1984 hasta el 2006.
Pertenece a Paramount Media Networks que es una filial de Paramount Global.
Antes se conocía como VH1 Country y CMT Pure Country.

## Historia
La red se lanzó por primera vez como VH1 Country, un derivado de VH1 orientado a videos de música country. El canal se lanzó el 1 de agosto de 1998, antes de la fusión de las redes de CBS Cable TNN y CMT en Viacom). El 27 de mayo de 2006, el canal cambió su nombre a CMT Pure Country, como parte de un reajuste para utilizar la marca CMT para toda la programación relacionada con la música country.
El 4 de enero de 2016, el nombre de la red se cambió a CMT Music. Fuera de la adición de etiquetas de video de larga duración en todos los videos y nuevas imágenes, no se produjeron cambios importantes en la programación del canal. En 2015, la red suspendió bloques de video específicos debido a los recortes de ese año en Viacom, incluidos los programadores de videos musicales.